# 掲陽潮汕空港
掲陽潮汕空港は、中華人民共和国広東省掲陽市榕城区にある空港。

## 概要
掲陽市、汕頭市、潮州市のエリアの中心部に位置し、広東省では広州、深圳に次いで、第3位の規模の空港である。2009年6月に建設が開始された。2011年12月15日に開港し、汕頭外砂空港に就航していた民間機の路線がすべて移転した。

## 就航航空会社
- 中国南方航空 （広州、北京首都、上海虹橋、上海浦東、桂林、重慶、南寧、昆明、長沙、成都、義烏、大連、南昌、南京、寧波、青島、天津、太原、武漢、西安、ウルムチ、香港、バンコク）
- 中国東方航空 （上海虹橋、上海浦東、南京、杭州、湛江）
- 中国国際航空 （北京、成都）
- 中国聯合航空 （仏山）
- 天津航空 （天津、海口、長沙、杭州、義烏）
- 山東航空 （寧波、済南）
- 深圳航空 （深圳、無錫）
- 春秋航空 （上海虹橋）
- ジェットスター・アジア航空 （シンガポール）